# لوغانتيس
لوغانتيس (بالإنجليزية: Logatec)‏ هي منطقة سكنية تقع في Inner Carniola في سلوفينيا. يقدر عدد سكانها بـ 9,091 نسمة ومساحتها 39.50 كم2 وترتفع عن سطح البحر 476.5 متر.